# Nahua

Numero di parlanti lingua nahuatl per stato in Messico.

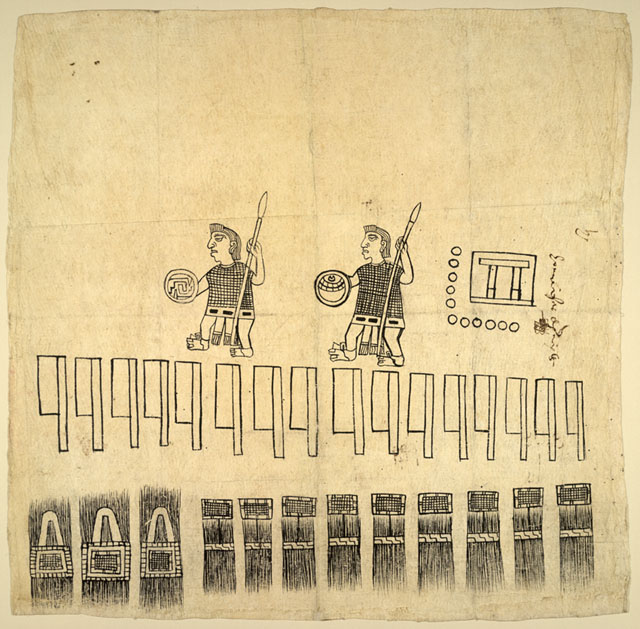
Una raffigurazione nahua dell'invasione spagnola del 1531

I Nahua (pronuncia: ˈnɑ:wɑ:) sono un gruppo di popoli indigeni del Messico e dell'America Centrale (El Salvador, Honduras e Nicaragua) che parlano una lingua nahuatl. Sono il più grande gruppo indigeno in Messico e il secondo in El Salvador.
Le loro origini sono legate alla località di Aztlán, leggendaria città situata nei territori a nord del Messico.
Nonostante la cospicua decimazione avvenuta in età precolombiana, il censimento messicano del 1990 ha definito l'entità dei parlanti una lingua nahuatl in 1,197,328 persone. In El Salvador i parlanti la lingua nahuatl come lingua madre, sono rimasti meno di un migliaio.
La più famosa civiltà nahua della storia fu quella degli Aztechi. Grande importanza ebbero anche Tepanechi, Toltechi e Cicimechi. Di etnia e lingua nahuatl era lo storico ispano-messicano Chimalpahin.

## Etimologia
La parola Nahua deriva dalla lingua Nahuatl in cui la radice "nāhua-" (pronuncia: ˈnaːwa-), significa comprensibile, chiaro e quindi parlare "nāhuat(i)" (ˈnaːwat(i)) significa parlare in modo comprensibile, mentre "nāhuatl" (ˈnaːwat͡ɬ) indica qualcosa che ha un suono piacevole e chi parla in modo comprensibile, cioè chi parla la nostra lingua. Veniva usato in contrapposizione a "popoloca" popoˈloka, parlare in modo incomprensibile o parlare una lingua straniera.
Analogamente Nāhuatlācatl (naːwaˈt͡ɬaːkat͡ɬ) (al singolare) o Nāhuatlācah (naːwaˈt͡ɬaːkaʔ) (al plurale) indica chi parla la lingua nahuatl.
In passato i Nahua venivano chiamati Aztechi, anche se ora la terminologia è utilizzata solo in riferimento all'Impero azteco. Venivano anche indicati con il nome "Mēxihcatl" (meːˈʃiʔkat͡ɬ) (singolare), "Mēxihcah" (meːˈʃiʔkaʔ) (plurale) o in Spagnolo "Mexicano(s)" (mexiˈkano(s)), da Mexica, la tribù Nahua che ha fondato l'Impero degli Aztechi.

## Società
Nell'antica società Nahua le forme di cortesia variavano a seconda delle differenze di classe (numerose gerarchie dovute al sesso, età, meriti militari), potere dispotico, timori magici.

### Saluti
Il gesto più enfatico di benvenuto era un saluto detto "Tlalcualiztli", impiegato dai rappresentanti della comunità che ricevevano un ospite distinto e consistente nel baciare la terra facendo una genuflessione.
La genuflessione e la riverenza erano forme di saluto molto usate tra persone di gerarchia superiore, e in occasioni particolari era praticata con il proposito di evitare il contatto visuale con la persona che si salutava; per questo motivo le ragazze dovevano tenere la testa bassa incrociando altre persone (il contatto visivo in questo caso poteva essere punito con la pena di morte). Generalmente i bambini e i giovani dovevano salutare i loro superiori per primi e aspettare la loro risposta.
Tra i modi di salutare degli uomini di una stessa gerarchia era comune "prendersi il braccio"; se si incontravano per strada si prendevano il braccio e potevano camminare in questo modo.
Pesano le limitazioni delle poche documentazioni degli antichi Nahuas. Fortunatamente sono stati trovati tre fogli in lingua indigena (1560) nei quali sono state annotate alcune frasi di saluto da parte di Padre Bernadino de Sahagún; i saluti variano molto a seconda della classe sociale a cui si appartiene.

### Proibizione del litigio
Nello stesso documento del 1560 si registrano espressioni di rabbia e insulto. I nobili nahua curano molto l'immagine pubblica perché nella condotta si esprime il potere che si detiene. Gli uomini nobili durante il litigio invitano l'altra persona alla calma e a sospendere la rabbia; era proibito litigare davanti allo sguardo della gente.
Questo testo è molto importante perché fa vedere molto bene come la forma del parlare è condizionata dalla situazione sociale del parlante. Durante la litigata l'uomo nobile cerca di evitare due tipi di linguaggio, il "Cihuatlatolli" (linguaggio femminile) e l' "Iztlactli" (linguaggio grezzo/grossolano; letteralmente significa bava).

### Insulti feroci
Gli uomini del popolo non avevano paura di mostrare la loro rabbia perché non avevano nulla da perdere.
Sempre nel documento del 1560 (quello per Padre Bernadino de Sahagún), non sono annotati i litigi tra parenti, né casi di violenza domestica o battibecchi di lavoro; questi passi evocano litigi di strada tra sconosciuti (molto probabilmente stranieri). Dietro a questa grande ostilità c'è il timore magico, paura dell'influenza e dello scongiuro, paura di fattori reali che possono minacciare l'ordine comunitario.
L'insulto più usato è "orfano" nel caso dei ragazzi o "prostituta" per le donne (a volte anche svergognata, malvagia, ansiosa di mostrare la gamba, culo morto di fame), ma non implica che queste persone fossero realmente "orfani" o "prostitute".

### Prostituzione e omosessualità
Traducendo un testo dal nahuatl vediamo come una ragazza "allegra" (prostituta) sia attenta al trucco, dipingersi i denti, tenere i capelli sciolti e provocare le persone camminando.
In altre fonti si vede come queste donne "disoneste" andavano accompagnate da uomini effeminati vestiti da donna. La presenza dei due gruppi (prostitute e travestiti) durante un rituale pubblico non doveva richiamare l'attenzione, perché era una prassi comune. Quando si indagano temi riguardanti la sessualità nelle società antiche, emergono problemi relazionati con i documenti disponibili. Per l'Europa, nel Medioevo, la maggior parte delle fonti provenivano dai trattati religiosi e dai documenti giuridici dell'inquisizione; i discorsi sulla sessualità riflettono i princìpi cristiani che, come si sa, non erano favorevoli alla prostituzione e all'omosessualità; questi discorsi influenzarono le fonti riguardo a questi gruppi (dato che la maggior parte delle fonti disponibili su quest'area e su quest'epoca sono state scritte da missionari spagnoli); quindi è molto complesso conoscere le concezioni preispaniche sull'omosessualità.
Per capire la concezione indigena sull'omosessualità il vocabolario è molto importante; in questo modo è utile vedere il dizionario redatto da frate cattolico Alfonso de Molina:
- Cuiloni, Chimouhcui, Cucuxcui = Ragazzo che subisce (omosessuale passivo)
- Tecuilontiani = ragazzo che lo fa ad altri (omosessuale attivo)
- Cuilonyotl = peccato nefasto di uomo con un uomo
- Cuilontia = commettere peccato nefasto

Lopéz Austin nota che la relazione tra omosessualità e infermità è evidente nel termine "Cucuxcui", che può essere tradotto sia come "infermo" sia come "puttano" o "effeminato". Il disprezzo dell'omosessualità si incontra nell'espressione "amo tlacayotl" che significa "inumanità"; comunque è difficile analizzare se queste parole siano frutto di una manipolazione di significati da parte degli spagnoli o se effettivamente esistevano in epoca preispanica.
Per quanto riguarda le prostitute (ahuianime) si vede la loro condizione attraverso gli insulti; spesso per parlare male di una persona si usava l'espressione "piccola ahuiani".
Per elaborare un ritratto più preciso degli omosessuali conviene analizzare gli spazi fisici e sociali. Il sistema educativo precolombiano e la vita comune degli adolescenti nei Templi-Scuole provocò reazioni del frate Bartolomé de Las Casas, il quale diceva che si commetteva il "nefasto peccato" all'interno di questi luoghi. Sappiamo che nelle Telpochcalli (case dei giovani) durante la notte dormivano nudi e c'erano quindi casi di contatti. Las Casas afferma che i padri criticavano la sessualità precoce (molti ragazzi più grandi corrompevano quelli più piccoli) però non menziona che queste pratiche venissero represse, si può supporre che ci fosse un clima di tolleranza. Dopo l'avvento degli spagnoli i sacerdoti dei templi iniziarono a punirli, scacciandoli fuori dal tempio.
C'è un documento che menziona l'esistenza di pratiche omosessuali tra i nobili "in Messico c'erano uomini vestiti da donna che facevano il lavoro delle donne e alcuni uomini ne tenevano uno o due per i propri vizi". Questo documento testimonia la presenza tra gli antichi messicani di un'istituzione come il "berdache" nordamericano; la descrizione degli uomini travestiti durante il Quecholli a Tlaxcala (una festa per la dea Xochiquetzal) rafforza questa ipotesi dato che le fonti parlano di queste persone nella parte centrale del Messico.
Quando uno spagnolo minacciava di bruciare questi "berdache" nahua, molte donne intervenivano per prendere la difesa del giovane travestito. C'è attitudine delle donne a difendere i "berdaches" e questo non deve sorprendere in quanto le donne passavano tutto il giorno con queste persone.
Durante molte battaglie c'erano donne vestite da uomini; nei documenti si vede come in battaglia queste donne furono massacrate dagli avversari; il corpo della defunta durante i funerali veniva preso d'assalto perché un suo capello o un dito erano considerati potenti talismani. Più che una condotta sessuale, il travestitismo femminile era associato a circostanze sociali e religiose specifiche; l'omosessualità femminile era poco conosciuta. Nel dizionario di lingua cakchiquel di frate Thomás de Coto, la parola "Tiqui" indica quando una "donna si mette sopra all'altra per fare immondizia".
Nella fonte di Cristobal de Agüero sui zapotechi si dice che alcune donne "si accostano ad altre come fanno con gli uomini".

## I principali popoli nahua
- Acolhua
- Amecameca
- Aztechi
- Chalco
- Cicimechi
- Culhua
- Caxcan
- Guachichil
- Guamare
- Huaxtechi
- Mixtechi
- Olmechi
- Pame
- Pipil
- Taraschi
- Tecuexe
- Teotihuacán
- Tepanechi
- Tlahuica
- Tlaxcalan
- Toltechi
- Totonachi
- Xochimilca
- Zacatechi
- Zapotechi